# Bigla-Katusha
O Bigla-Katusha (Código UCI: BIG) é uma equipa ciclista feminino da Dinamarca de categoria UCI Women's Team, máxima categoria feminina do ciclismo de estrada a nível mundial.

## História
Em 2020, a empresa Katusha, depois do desaparecimento da equipa masculino ao que patrocinava, passou a ser copatrocinador da equipa.

## Material ciclista
A equipa utiliza bicicletas Cervélo e componentes Rotor.

## Classificações UCI
As classificações da equipa e do seu ciclista mais destacado são as seguintes:
| Temporada | Classificação por equipas | Melhor corredor  | Posição |
| 2016      | 4.º                       | Ashleigh Moolman | 12.º    |
| 2017      | 5.º                       | Ashleigh Moolman | 8.º     |

## Palmarés
Para anos anteriores veja-se: Palmarés da Bigla Pro Cycling Team.

### Palmarés 2020

#### UCI WorldTour de 2020
| Datas | Carreiras | Ganhadora |
|       |           |           |

#### UCI ProSeries de 2020
| Datas | Carreiras | Ganhadora |
|       |           |           |

#### Calendário UCI Feminino de 2020
| Datas           | Carreiras                                | Ganhadora              |
| 25 de janeiro   | Gravel and Tar La Femme                  | Niamh Fisher-Black     |
| 20 de fevereiro | 1.ª etapa da Setmana Ciclista Valenciana | Emma Cecilie Norsgaard |
| 23 de fevereiro | 4.ª etapa da Setmana Ciclista Valenciana | Leah Thomas            |

#### Campeonatos nacionais
| Datas           | Carreiras                              | Ganhadora          |
| 16 de fevereiro | Campeonato da Nova Zelândia em Estrada | Niamh Fisher-Black |

## Modelos
Para anos anteriores, veja-se Elencos da Bigla Pro Cycling Team

### Elenco de 2019
| Integrantes da equipe 2019           | Integrantes da equipe 2019 | Integrantes da equipe 2019                       | Integrantes da equipe 2019 |
| Ciclista                             | Data de nascimento         | Equipe anterior                                  |                            |
| ------------------------------------ | -------------------------- | ------------------------------------------------ | -------------------------- |
| Martina Alzini                       | 10 fevereiro 1997          | Astana Women's Team (2018)                       |                            |
| Elizabeth Banks                      | 7 novembro 1990            | UnitedHealthcare Women's Team (2018)             |                            |
| Elise Chabbey                        | 24 abril 1993              | Cogeas-Mettler Pro Cycling Team (2018)           |                            |
| Niamh Fisher-Black (12 set.–31 dez.) | 12 agosto 2000             | Mike Greer Homes Womens Cycling Team (2019)      |                            |
| Nicole Hanselmann                    | 6 maio 1991                |                                                  |                            |
| Mikayla Harvey                       | 7 setembro 1998            | Team Illuminate (2018)                           |                            |
| Julie Norman Leth                    | 13 julho 1992              | Wiggle High5 (2018)                              |                            |
| Emma Norsgaard                       | 26 julho 1999              | Team Rytger powered by Cykeltøj-Online.dk (2017) |                            |
| Nikola Nosková                       | 1 julho 1997               | Bepink (2018)                                    |                            |
| Maria Vittoria Sperotto              | 20 novembro 1996           | Bepink (2018)                                    |                            |
| Leah Thomas                          | 30 maio 1989               | UnitedHealthcare Women's Team (2018)             |                            |
| Cecilie Uttrup Ludwig                | 23 agosto 1995             | BMS BIRN (2016)                                  |                            |
| Sophie Wright                        | 15 março 1999              | NCC Group-Kuota-Torelli (2018)                   |                            |
|                                      |                            |                                                  |                            |
| Fonte: ProCyclingStats               |                            |                                                  |                            |